# عبد الرحمن بن أحمد الحجار
عبد الرحمن بن أحمد الحجّار الحلبي المعروف أيضًا بـأبي شنّون (1853 - 5 أكتوبر 1918) (1270 - 30 ذو الحجة 1336) فقيه شافعي وصوفي وخطيب ديني سوري عثماني. ولد في حلب ونشأ ودرس مقدماته بها ثم في الأزهر سنة 1883. عيّن خطيبًا وإمامًا في مسقط رأسه ثم مفتيًا للرقة سنة 1892 حتى وفاته فيها عن 61 عامًا. له عدة خطب منبرية ملتزمًا ذكر الفروع الفقهية والمواعظ الحكمية، وعدة رسالات.

## سيرته
هو عبد الرحمن بن أحمد بن قاسم الحجار الحلبي المعروف بأبي شنون. ولد سنة 1270 هـ/ 1853 م في حي الفرافرة بحلب عاصمة إيالة حلب العثمانية. حفظ القرآن وجوّده وجاور المدرسة العثمانية، وأخذ عن أحمد بن عقيل الزويتيني، وتلقى الحديث عن تلميذ والده عبد القادر الحبال، وأجاز بمروياته عن والده، وأخذ أيضًا عن أحمد الترمانيني، وأحمد الكواكبي، وغيرهم من علماء عصره.

وقبيل سنة 1300 هـ/ 1883 م سافر إلى مصر والتحق بالأزهر مدة ثلاث سنوات، وصادف ذلك الاحتلال البريطاني لمصر، وكان من زملائه في الأزهر محمد العبيسي الحموي، وعبد الحميد الرافعي، ومحمد الحسيني الطرابلسي. ثم ذهب إلى إسطنبول ونزل ضيفًا في دار أبو الهدى الصيادي، وولي التدريس والخطابة في عدة أماكن فيها. ثم سافر إلى الهند بإشارة أبي الهدى لنشر الطريقة الرفاعية فيها ولكنه لم يتمكن من ذلك، فعاد إلى وطنه حلب. اشتغل بدرس الحديث في الجامع الكبير، وعيّن خطيبًا وإمامًا في جامع المدرسة الشعبانية، ومدرّسًا عامًا في مسجد شاهين بك، وتولى مشيخة الزاوية الهلالية بعد وفاة شيخها بكّور الهلالي. وصار يقرئ دروسا نحوية وفقهية وغير ذلك، فتلقى عنه عبد الرحمن أبو قوس ومظهر أفندي الريحاوي، وزكي أفندي الكاتب.

وفي سنة 1310 هـ/ 1892 م عيّن مفتيًا للرقة، وسعى في إثناء إقامته فيها في بناء جامع واسع ومكتب لتعليم الأهالي، « فنشر العلم هناك وصار يقرأ دروسا عامة ويعظ الناس ويحثهم على إقامة الصلاة». وصفه بأنه كان «مربوع القامة إلى الطول أقرب ، بدينا ، مستدير الوجه أبيضه ، كث اللحية نيّر الشيبة ، دائم البشاشة يبدو البشر على أسارير وجهه ، محبوبا لدى الحكام والوجهاء مقبول الشفاعة لديهم.»

توفي في ليلة السبت سلخ شهر ذي الحجة سنة 1336/ 5 أكتوبر 1918 في الرقة بسنجق البيرة في ولاية حلب العثمانية، «وخرج لتشييع جنازته معظم أهل الرقة الرجال والنساء والأطفال ، ودفن بالقرب من مقام أويس القرني ، رحمه‌الله تعالى. ولما جاء نبأ نعيه إلى حلب أسف عليه جميع عارفي فضله وكريم أخلاقه.» 

## آثاره
من مؤلفاته:
- «النافجة المسكية في الظباء الهندية»، رسالة حقق فيها مسألة الروح واختلاف العلماء.
- «الإكسال في حديث الإنزال»، رسالة في التقاء الختانين